# جيمس أوكس
جيمس أوكس (بالإنجليزية: James Oakes)‏ هو مؤرخ أمريكي، ولد في 19 ديسمبر 1953 في نيويورك في الولايات المتحدة.